# Hartenstein und Hohenstein
Die Herrschaft Hartenstein und Hohenstein war eine Grundherrschaft im Viertel ober dem Manhartsberg im Erzherzogtum Österreich unter der Enns, dem heutigen Niederösterreich.

## Ausdehnung
Die Herrschaft umfasste zuletzt die Ortsobrigkeit über Els, Purkersdorf, Maigen, Nöhagen, Raicha, Kleinheinrichschlag, Arzwiesen, Harrau, Marbach, Gillaus, Felling und Hohenstein. Der Sitz der Verwaltung befand sich in Els.

## Geschichte
Letzter Inhaber der Fideikommissherrschaft war Johann Baptist Freiherr von Gudenus (1793–1855). Im Zuge der Reformen 1848/1849 wurde die Herrschaft aufgelöst.